# Dusty Rhodes
Virgil Riley Runnels Jr. (n. 11 octombrie 1945, Austin, Texas, SUA – d. 11 iunie 2015, Orlando, Florida, SUA), mai cunoscut sub numele de „Visul american” Dusty Rhodes, a fost un wrestler profesionist, booker și antrenor american care a lucrat pentru National Wrestling Alliance și World Wrestling Federation, cunoscut mai târziu sub numele de WWE. Rhodes a fost considerat un star și a prezentat personajul omului simplu,portetizând Visul American. Rhodes este considerat unul dintre cei mai mari wrestleri profesioniști din toate timpurile.Rhodes a fost de trei ori NWA World Heavyweight Champion, iar în timpul petrecut la Jim Crockett Promotions/World Championship Wrestling, a fost United States Heavyweight Champion și de mai multe ori World Television, World Tag Team și World Six-Man Tag Team. El a câștigat, de asemenea, multe titluri regionale și este unul dintre cei șapte bărbați incluși în fiecare dintre WWE, WCW, Professional Wrestling și Wrestling Observer Newsletter Halls of Fame. Fiii săi, Dustin și Cody, ambii au urmat o carieră în wrestling profesionist, lucrând în prezent pentru All Elite Wrestling respectiv WWE.
După ce s-a retras din ring, a făcut apariții ocazionale la show-urile WWE și la pay-per-view-uri lucrând ca booker și producător în NXT. Prezentat drept „fiul unui instalator”, Rhodes nu avea un fizic tipic de luptător; personajul său era cel al „omul de rând”, cunoscut pentru personalitatea expusă în interviurile sale. Fostul președintele WWE, Vince McMahon, a remarcat că niciun wrestler „nu a avut carisma la fel ca Dusty Rhodes”.